# Дент, Тейлор
Тейлор Филлип Дент (англ. Taylor Phillip Dent; родился 24 апреля 1981 года в Ньюпорт-Бич, США) — потомственный американский профессиональный теннисист.
- победитель 4 турниров ATP в одиночном разряде.
- обладатель Кубка Хопмана 2006 года в составе национальной сборной США.
- 2-кратный четвертьфиналист юниорских турниров Большого шлема в одиночном разряде (Australian Open, Roland Garros-1998).

## Общая информация
Тейлор — потомственный теннисист. Его отец — австралиец Фил Дент — в 1970-е годы девять раз играл в финалах турниров Большого шлема (сыграв в решающем матче во всех разрядах); а мать — американка Бетти Энн Грабб-Стюарт — в 1977 году сыграла в аналогичном матче на US Open. Единоутробный брат Тейлора — Бретт Хансен-Дент — некоторое время пробовал себя в профессиональном туре, войдя в какой-то момент в Top100 парного рейтинга.
Крёстным отцом Тейлора является другой бывший австралийский теннисист (и действующий политик) — Джон Александр (в своё время немало поигравший с Дентом-старшим в парных турнирах профессионального тура). Двоюродная сестра уроженца Ньюпорт-Бич — Мисти Мэй-Трейнор — одна из сильнейших пляжных волейболисток мира начала XXI века.
8 декабря 2006 года Тейлор женился на своей коллеге по теннисному туру — американской теннисистке Дженифер Хопкинс. 26 января 2010 года у пары родился первенец — сын Деклан.
Американец пришёл в теннис в 10 лет.

### Стиль игры
На корте Дента отличал стиль игры: он был одним из немногих теннисистов своего времени, который предпочитал во время матча сводить розыгрыш очка к выходу к сетке после своей подачи. Отчасти подобное объяснялось тем, что американец обладал очень сильной подачей — как-то он ввёл мяч в игру со скоростью 243 км/ч (очень немногие игроки за всю историю подавали быстрее).

## Спортивная карьера

### Начало
Дент с юниорских лет показывал неплохие результаты, входя сначала в число сильнейших молодых теннисистов своей страны, а затем и мира. В 1998 году он дважды доходит до четвертьфиналов турниров Большого шлема, а также достигает 25-й строчки в квалификации теннисистов в возрасте до 18 лет. Одержаны несколько побед над будущими лидерами взрослого тенниса — на Roland Garros обыгран Гильермо Кориа, а на травяном G1 в Рогемптоне — Роджер Федерер.
С 1996 года Дент начинает себя пробовать во взрослом теннисе. Через год он впервые играет соревнования ATP Chellenger, а затем и основного тура. В конце апреля 1998 года американец впервые попадает в рейтинг ATP. В августе этого же года происходит дебют в основных сетках соревнований главного тура ATP — на соревнованиях в Лос-Анджелесе он проходит квалификацию и уступает в первом круге почти соотечестеннику Сендону Столле. Через месяц Тейлор дебютирует в основной сетке US Open, где сходу выигрывает матч. Первый более-менее хороший сезон во взрослом туре заканчивается на подступах к четвёртой сотне рейтинга.
В следующие несколько лет американец всё больше привыкает к соревнованиям подобного уровня и, постепенно улучшая стабильность результатов продвигается всё выше по мировой классификации. В марте 2002 года, после серии успехов на «челленджерах» и третьего круга на Australian Open, он впервые входит в Top100 одиночного рейтинга. Несколько месяцев спустя калифорниец впервые выходит в финал соревнования основного тура ассоциации и сразу побеждает, обыграв в решающем матче за титул в Ньюпорте соотечественника Джеймса Блейка. Локальные победы в соревнованиях до конца года закрепляют этот успех и позволяют Тейлору впервые в карьере завершить сезон в числе шестидесяти лучших теннисистов мира.

### 2003—2010
В начале 2003 года в карьере Дента происходит ещё одно памятное событие — он впервые вызывается в сборную команду в Кубке Дэвиса и проводит за неё матч. В дальнейшем Тейлор продолжает показывать стабильные результаты и по итогам года вплотную приближается к Top30. Выиграны три титула — в феврале у Энди Роддика взят International Gold в Мемфисе, а осенью к нему добавлены победы в Бангкоке и Москве.
В 2004 году результаты закрепляются на прошлогоднем уровне. В августе Тейлор, получив право сыграть на олимпийском теннисном турнире, доходит там до полуфинала, где уступает оба матча в борьбе за медали двум представителям сборной Чили и занимает четвёртое место (при этом и Массу и Гонсалесу он до того ни разу не проигрывал). В сентябре американец достигает своего первого и единственного парного финала основного тура ассоциации — в Пекине, а чуть позже играет в одиночном финале соревнований в Токио (впервые в карьере уступая решающий матч на соревнованиях подобного уровня).
В 2005 году Тейлор сохраняет свои позиции в рейтинге, а также ещё дважды играет в одиночных финалах. В августе Дент, как потом выяснится, показывает свой лучший в карьере результат в одиночной классификации, заняв 21-е место.
В 2006 году Дент в составе национальной команды отправлен на Кубок Хопмана. Проиграв лишь один матч из доверенных ему, он помогает сборной выиграть этот турнир. Личная же карьера в этом году делает паузы — полухроническая травма спины и паха выбивает его из строя на несколько лет. 19 марта 2007 года Дент даже делает операцию, чтобы устранить проблемы с последней.
В мае 2008 года, после 27-месячной паузы американец возвращается на корт. Сразу набрать былую уверенность не удаётся, но постепенно Тейлор становится всё более конкурентноспособен. В 2009 году достигнув четвёртого круга в Майами. третьего круга на Уимблдоне, а также выиграв несколько «челленджеров», калифорниец возвращается в Top100. Через год он предпринимает попытку закрепить результаты играя больше более статусных соревнований, однако это не удаётся — вновь приходится вернуться на «челленджеры». В ноябре, после проигрыша во втором круге соревнований в Виргинии Дент завершает игровую карьеру.

### Постигровая карьера
В 2006, 2007 и 2011 годах Тейлор сотрудничал с американским телеканалом Tennis Channel во время US Open в качестве эксперта.

## Рейтинг на конец года
| Год  | Одиночный рейтинг | Парный рейтинг |
| 2010 | 118               | 471            |
| 2009 | 76                |                |
| 2008 | 865               |                |
| 2006 | 574               | 645            |
| 2005 | 29                | 316            |
| 2004 | 32                | 288            |
| 2003 | 33                | 725            |
| 2002 | 57                | 843            |
| 2001 | 124               | 247            |
| 2000 | 181               | 226            |
| 1999 | 276               | 989            |
| 1998 | 410               |                |

## Выступления на турнирах

### Выступление в одиночных турнирах

#### Финалы турнировATPв одиночном разряде (7)

##### Победы (4)
| Легенда:                   |
| -------------------------- |
| Турниры Большого Шлема (0) |
| Олимпиада (0)              |
| Кубок Мастерс (0)          |
| Турниры серии Masters (0)  |
| ATP International Gold (1) |
| ATP International (3)      |

| Титулы по покрытиям | Титулы по месту проведения матчей турнира |
| ------------------- | ----------------------------------------- |
| Хард (2)            | Зал (3)                                   |
| Грунт (0)           | Зал (3)                                   |
| Трава (1)           | Открытый воздух (3)                       |
| Ковёр (1)           | Открытый воздух (3)                       |

| №  | Дата             | Турнир           | Покрытие | Соперник в финале   | Счёт        |
| 1. | 7 июля 2002      | Ньюпорт, США     | Трава    | Джеймс Блейк        | 6-1 4-6 6-4 |
| 2. | 17 февраля 2003  | Мемфис, США      | Хард(i)  | Энди Роддик         | 6-1 6-4     |
| 3. | 22 сентября 2003 | Бангкок, Таиланд | Хард(i)  | Хуан Карлос Ферреро | 6-3 7-6(5)  |
| 4. | 29 сентября 2003 | Москва, Россия   | Ковёр(i) | Саргис Саргсян      | 7-6(5) 6-4  |

##### Поражения (3)
| №  | Дата            | Турнир              | Покрытие | Соперник в финале | Счёт                |
| 1. | 10 октября 2004 | Токио, Япония       | Хард     | Иржи Новак        | 7-5 1-6 3-6         |
| 2. | 9 января 2005   | Аделаида, Австралия | Хард     | Йоахим Юханссон   | 5-7 3-6             |
| 3. | 24 июля 2005    | Индианаполис, США   | Хард     | Робби Джинепри    | 6-4 3-6 0-3 — отказ |

### Выступления в парном разряде

#### Финалы турнировATPв парном разряде (1)

##### Поражение (1)
| №  | Дата             | Турнир       | Покрытие | Партнёр             | Соперники в финале                | Счёт           |
| 1. | 19 сентября 2004 | Пекин, Китай | Хард     | Алекс Богомолов-мл. | Джастин Гимельстоб Грейдон Оливер | 6-4 4-6 6-7(6) |

### Выступления в командных турнирах

#### Финалы командных турниров (1)

##### Победы (1)
| №  | Год  | Турнир        | Команда               | Соперник в финале               | Счёт в финале |
| -- | ---- | ------------- | --------------------- | ------------------------------- | ------------- |
| 1. | 2006 | Кубок Хопмана | США Т.Дент, Л.Реймонд | Нидерланды П.Весселс, М.Крайчек | 2-1           |

## Интересные факты
- В своё время, подчёркивая свою связь сразу с двумя государствами, Тейлор сделал на правом плече татуировку с австралийским и американским флагами.